# Pfändertunnel
De Pfändertunnel is een tunnel in de Oostenrijkse Rheintal/Walgau Autobahn (A14). De tunnel werd gegraven om de stad Bregenz te ontlasten van doorgaand verkeer. De 6718 m lange tunnel werd op 10 december 1980 opengesteld voor het verkeer. Uit kostenoogpunt werd slechts één tunnelbuis gegraven zodat dit het enige stuk van de A14 was met slechts één rijvak per richting. Later werd besloten een tweede tunnelbuis aan te leggen.
Op 28 april 2006 werd met de bouw van een brug aan het zuidelijke portaal begonnen. Deze brug werd in januari 2007 opgeleverd. Omdat voor de aanleg van de tweede tunnelbuis een andere bouwwijze met een tunnelboormachine (TBM) werd gekozen is de start van de aanleg van de tweede tunnelbuis van september 2006 naar november 2007 verschoven. De  tweede buis is gedurende juni 2012 voltooid. Aansluitend is de bestaande tunnelbuis gerenoveerd; het verkeer kan sinds juli 2013 van de gescheiden tunnelbuizen gebruikmaken.
Per dag reden er in het eerste kwartaal van 2005 gemiddeld 24.921 wagens door de tunnel. Het hoogste gemeten aantal voertuigen door de tunnel bedroeg 36.000 op een dag. Hierdoor was de Pfändertunnel de drukste tunnel van Oostenrijk met slechts één koker.
De Pfändertunnel voert onder de 1.064 meter hoge Pfänder door. Het harde gesteente bemoeilijkte de bouw van de tunnel.

## Technische data
- Lengte van de oostelijke tunnelkoker: 6718 m
- Lengte van de westelijke tunnelkoker: 6583 m
- Hoogte van de koker: 4,70 m
- Breedte van het rijoppervlak: 7,50 m (2 rijstroken van 3,75 m)